# Juan Larrea
Juan Larrea (n. 13 martie 1895, Bilbao - d. 9 iulie 1980, Córdoba, Argentina) a fost un poet și eseist spaniol. Este considerat ca fiind unul dintre cei mai mari autori de poezie avangardistă spaniolă.

## Biografie
Studiază Facultatea de Literatură la Universitatea din Salamanca. Din 1921 intră în Corpul de Arhive, Biblioteci și Muzee, lucrând la Arhivele Istorice Naționale până în 1926. Fondează la Paris revista Favorables París Poema împreună cu poetul peruan César Vallejo.

## Opere publicate

### Poezie
- „Domeniu obscur” (Oscuro dominio, Mexic, 1935)
- „Versiune celestă” (Versión celeste, 1969)[1]

### Eseuri
- Arte Peruano (1935)
- Rendición de Espíritu (1943)
- El Surrealismo entre Viejo y Nuevo mundo (1944)
- The Vision of the "Guernica" (1947)
- La Religión del Lenguaje Español (1951)
- La Espada de la Paloma (1956)
- Razón de Ser (1956)
- César Vallejo o Hispanoamérica en la Cruz de su Razón (1958)
- Teleología de la cultura (1965)
- Del surrealismo a Machu Picchu (1967)
- Guernica (1977)
- Cara y cruz de la República (1980)

### Jurnale poetice
- Orbe (1990)

### Scenarii
- Ilegible, hijo de flauta (2007)